# Kormjansko
Kormjansko (bułg. Кормянско) – wieś w środkowej Bułgarii, w obwodzie Gabrowo, w gminie Sewliewo. Według danych Narodowego Instytutu Statystycznego, 31 grudnia 2011 roku wieś liczyła 665 mieszkańców.

## Położenie
Komrjansko znajduje się w północno-zachodniej części kotliny Sewliewskiej; 6 km od Sewliewa. Wieś leży na zboczu wzgórza.

## Historia
Dawniej funkcjonowała tu szkoła ptr. "Otec Paisij"